# Pardies
Pour les articles homonymes, voir Pardies (homonymie).
Pardies est une commune française située dans le département des Pyrénées-Atlantiques, en région Nouvelle-Aquitaine.
Ses habitants sont les Pardisiens et les Pardisiennes.

## Géographie

### Localisation
La commune de Pardies se trouve dans le département des Pyrénées-Atlantiques, en région Nouvelle-Aquitaine.
Elle se situe à 22 km par la route de Pau, préfecture du département, et à 4,8 km de Mourenx, bureau centralisateur du canton du Cœur de Béarn dont dépend la commune depuis 2015 pour les élections départementales.
La commune fait en outre partie du bassin de vie de Mourenx.
Les communes les plus proches sont : 
Noguères (0,9 km), Bésingrand (1,6 km), Abos (2,1 km), Mourenx (2,2 km), Lahourcade (2,8 km), Os-Marsillon (3,5 km), Artix (3,7 km), Labastide-Cézéracq (4,0 km).
Sur le plan historique et culturel, Pardies fait partie de la province du Béarn, qui fut également un État et qui présente une unité historique et culturelle à laquelle s’oppose une diversité frappante de paysages au relief tourmenté.

### Communes limitrophes
Les communes limitrophes sont Abos, Artix, Bésingrand, Lahourcade, Monein, Noguères, Os-Marsillon et Parbayse.
| Os-Marsillon | Artix   | Bésingrand |
| Noguères     | Pardies | Abos       |
| Lahourcade   | Monein  | Parbayse   |

### Hydrographie

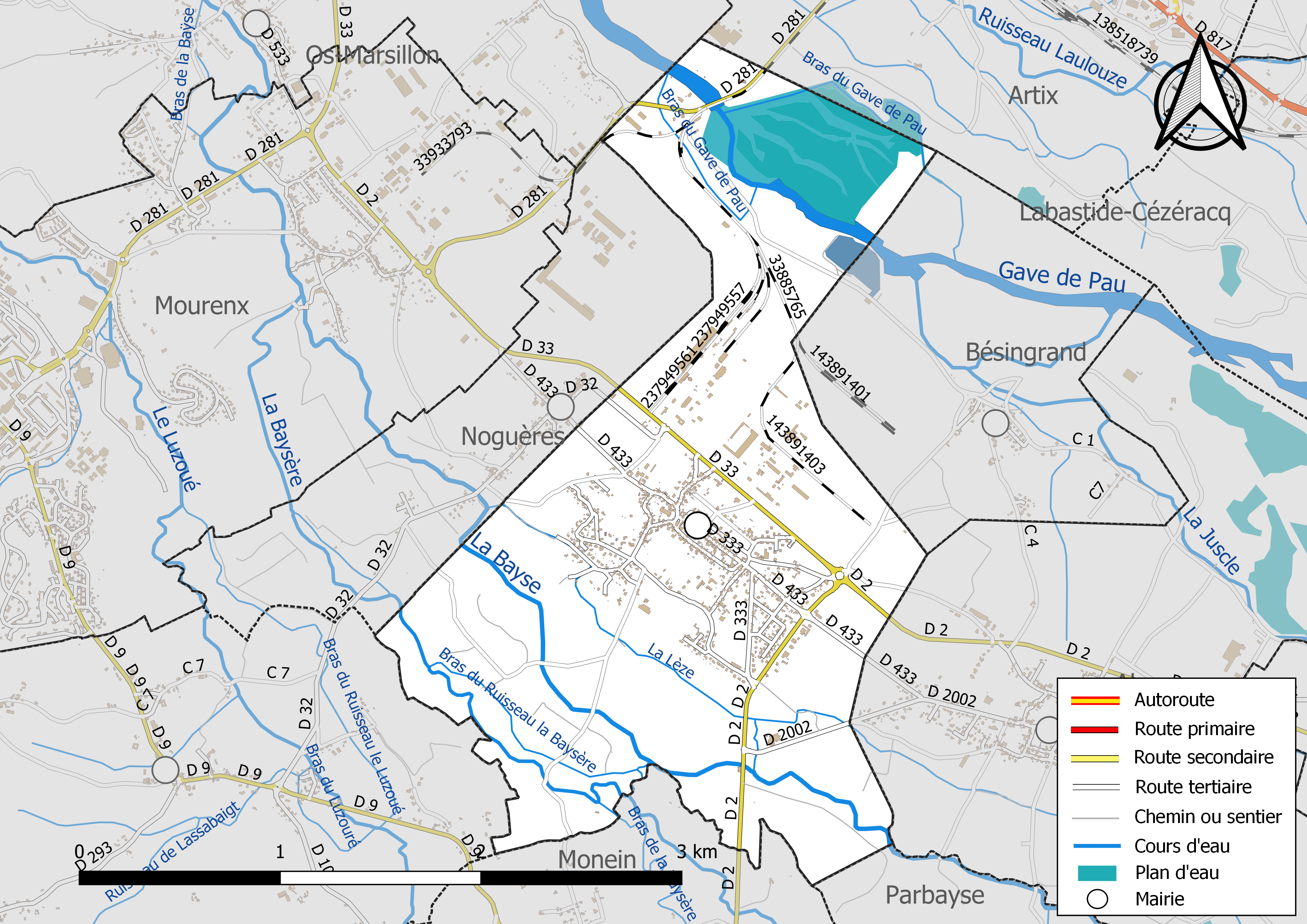
Réseaux hydrographique et routier de Pardies.

La commune est drainée par le gave de Pau, la Baïse de Lasseube, la Baysère, un bras de la Baysère, un bras du gave de Pau, un bras du ruisseau la Baysère, la Lèze, et par divers petits cours d'eau, constituant un réseau hydrographique de 12 km de longueur totale,.
Le gave de Pau, d'une longueur totale de 192,8 km, prend sa source dans la commune de Gavarnie-Gèdre et s'écoule du sud-est vers le nord-ouest. Il traverse la commune et se jette dans l'Adour à Saint-Laurent-de-Gosse, après avoir traversé 88 communes.
La Baïse de Lasseube, d'une longueur totale de 40,6 km, prend sa source dans la commune de Gan et s'écoule du sud-est vers le nord-ouest. Elle traverse la commune et se jette dans le gave de Pau à Abidos, après avoir traversé 14 communes.
La Baysère, d'une longueur totale de 20,4 km, prend sa source dans la commune de Monein et s'écoule du sud vers le nord. Elle traverse la commune et se jette dans la Baïse à Mourenx, après avoir traversé 6 communes.

### Climat
Pour des articles plus généraux, voir Climat de la Nouvelle-Aquitaine et Climat des Pyrénées-Atlantiques.
Historiquement, la commune est exposée à un climat de montagne.  
En 2020, Météo-France publie une typologie des climats de la France métropolitaine dans laquelle la commune est toujours exposée à un climat de montagne et est dans la région climatique Pyrénées atlantiques, caractérisée par une pluviométrie élevée (>1 200 mm/an) en toutes saisons, des hivers très doux (7,5 °C en plaine) et des vents faibles.
Pour la période 1971-2000, la température annuelle moyenne est de 13,4 °C, avec une amplitude thermique annuelle de 14,2 °C. Le cumul annuel moyen de précipitations est de 1 241 mm, avec 11,5 jours de précipitations en janvier et 8,6 jours en juillet. Pour la période 1991-2020, la température moyenne annuelle observée sur la station météorologique la plus proche, située sur la commune de Monein à 5 km à vol d'oiseau, est de 14,2 °C et le cumul annuel moyen de précipitations est de 1 228,6 mm,. Pour l'avenir, les paramètres climatiques de la commune estimés pour 2050 selon différents scénarios d’émission de gaz à effet de serre sont consultables sur un site dédié publié par Météo-France en novembre 2022.

### Milieux naturels et biodiversité

#### Réseau Natura 2000
Le réseau Natura 2000 est un réseau écologique européen de sites naturels d'intérêt écologique élaboré à partir des Directives « Habitats » et « Oiseaux », constitué de zones spéciales de conservation (ZSC) et de zones de protection spéciale (ZPS).
Un site Natura 2000 a été défini sur la commune au titre de la « directive Habitats », : 
- le « gave de Pau », d'une superficie de 8 194 ha, un vaste réseau hydrographique avec un système de saligues[Note 4] encore vivace[21] et une au titre de la « directive Oiseaux »[20],[Carte 3] :
- le « barrage d'Artix et saligue du gave de Pau », d'une superficie de 3 360 ha, une vaste zone allongée bordant les saligues du gave[Note 4], et incluant des terres agricoles et urbaines en amont d'un barrage[22].

#### Zones naturelles d'intérêt écologique, faunistique et floristique
L’inventaire des zones naturelles d'intérêt écologique, faunistique et floristique (ZNIEFF) a pour objectif de réaliser une couverture des zones les plus intéressantes sur le plan écologique, essentiellement dans la perspective d’améliorer la connaissance du patrimoine naturel national et de fournir aux différents décideurs un outil d’aide à la prise en compte de l’environnement dans l’aménagement du territoire.
Une ZNIEFF de type 1 est recensée sur la commune, : 
le « lac d'Artix et les saligues aval du gave de pau » (779,72 ha), couvrant 12 communes du département et deux ZNIEFF de type 2,, : 
- les « coteaux et vallées "bocagères" du Jurançonnais » (20 986,16 ha), couvrant 23 communes du département[25] ;
- le « réseau hydrographique du gave de Pau et ses annexes hydrauliques » (3 000,84 ha), couvrant 71 communes dont 10 dans les Landes, 59 dans les Pyrénées-Atlantiques et 2 dans les Hautes-Pyrénées[26].

## Urbanisme

### Typologie
Au 1er janvier 2024, Pardies est catégorisée commune rurale à habitat dispersé, selon la nouvelle grille communale de densité à sept niveaux définie par l'Insee en 2022.
Elle appartient à l'unité urbaine de Mourenx, une agglomération intra-départementale regroupant neuf  communes, dont elle est une commune de la banlieue,,. Par ailleurs la commune fait partie de l'aire d'attraction de Pau, dont elle est une commune de la couronne,. Cette aire, qui regroupe 227 communes, est catégorisée dans les aires de 200 000 à moins de 700 000 habitants,.

### Occupation des sols

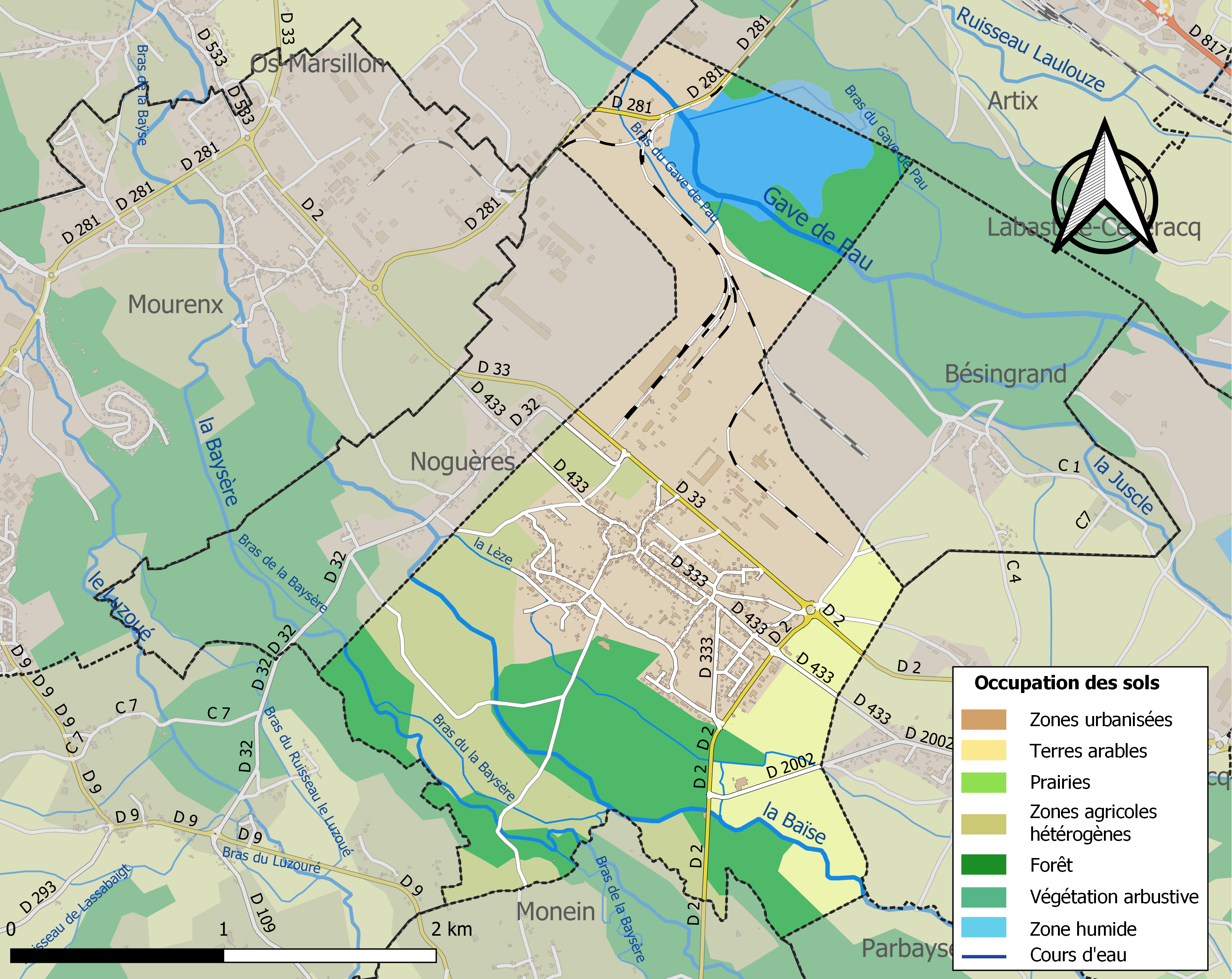
Carte des infrastructures et de l'occupation des sols de la commune en 2018 (CLC).

L'occupation des sols de la commune, telle qu'elle ressort de la base de données européenne d’occupation biophysique des sols Corine Land Cover (CLC), est marquée par l'importance des territoires artificialisés (41,6 % en 2018), en augmentation par rapport à 1990 (36,9 %). La répartition détaillée en 2018 est la suivante : 
zones industrielles ou commerciales et réseaux de communication (24,3 %), forêts (23,1 %), zones agricoles hétérogènes (17,5 %), zones urbanisées (17,3 %), terres arables (11,2 %), eaux continentales (6,6 %). L'évolution de l’occupation des sols de la commune et de ses infrastructures peut être observée sur les différentes représentations cartographiques du territoire : la carte de Cassini (XVIIIe siècle), la carte d'état-major (1820-1866) et les cartes ou photos aériennes de l'IGN pour la période actuelle (1950 à aujourd'hui).

### Risques majeurs
Le territoire de la commune de Pardies est vulnérable à différents aléas naturels : météorologiques (tempête, orage, neige, grand froid, canicule ou sécheresse), inondations et séisme (sismicité moyenne). Il est également exposé à deux risques technologiques, le transport de matières dangereuses et  le risque industriel. Un site publié par le BRGM permet d'évaluer simplement et rapidement les risques d'un bien localisé soit par son adresse soit par le numéro de sa parcelle.

#### Risques naturels
La commune fait partie du territoire à risques importants d'inondation (TRI) de Pau, regroupant 34 communes concernées par un risque de débordement du gave de Pau, un des 18 TRI qui ont été arrêtés fin 2012 sur le bassin Adour-Garonne. Les événements antérieurs à 2014 les plus significatifs sont les crues de 1800, crue la plus importante enregistrée à Orthez (H = 15,42 m au pont d'Orthez), du 23 juin 1875, exceptionnelle par son ampleur géographique, des 27 et 28 octobre 1937, la plus grosse crue enregistrée à Lourdes depuis 1875, du 3 février 1952, du 27 janvier 1972 (10,46 m à Orthez pour Q = 725 m3/s), du 28 novembre 1974, du 1er juin 1978 (3,40 m à Rieulhès pour Q = 504 m3/s) et du 19 juin 2013. Des cartes des surfaces inondables ont été établies pour trois scénarios : fréquent (crue de temps de retour de 10 ans à 30 ans), moyen (temps de retour de 100 ans à 300 ans) et extrême (temps de retour de l'ordre de 1 000 ans, qui met en défaut tout système de protection). La commune a été reconnue en état de catastrophe naturelle au titre des dommages causés par les inondations et coulées de boue survenues en 1982, 1983 et 2009,.

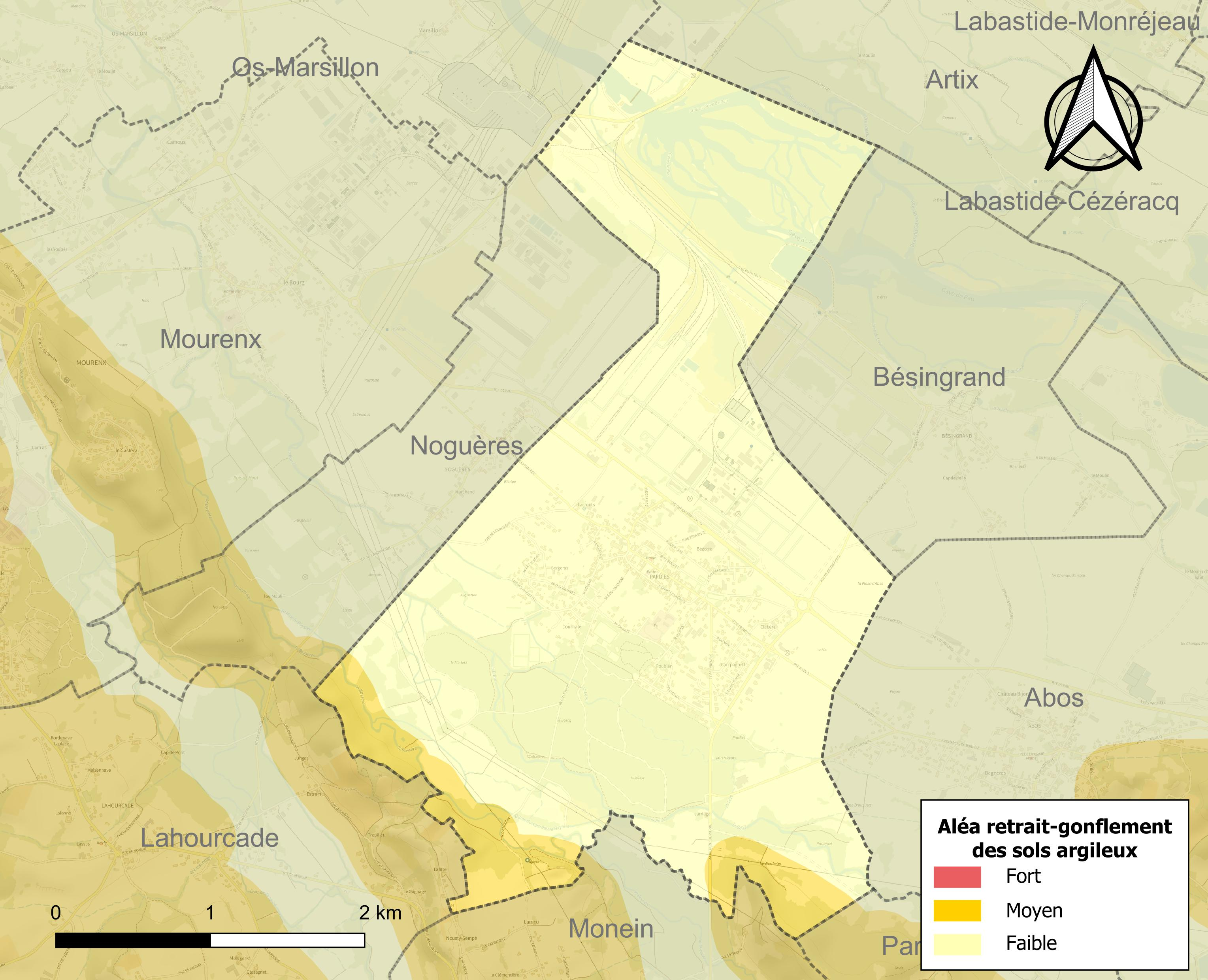
Carte des zones d'aléa retrait-gonflement des sols argileux de Pardies.

Le retrait-gonflement des sols argileux est susceptible d'engendrer des dommages importants aux bâtiments en cas d’alternance de périodes de sécheresse et de pluie. 9,2 % de la superficie communale est en aléa moyen ou fort (59 % au niveau départemental et 48,5 % au niveau national). Depuis le 1er octobre 2020, en application de la loi ELAN, différentes contraintes s'imposent aux vendeurs, maîtres d'ouvrages ou constructeurs de biens situés dans une zone classée en aléa moyen ou fort,.

#### Risque technologique
La commune est exposée au risque industriel du fait de la présence sur son territoire de trois entreprises soumises  à la directive européenne SEVESO, classées seuil haut : Air Liquide France Industries (ALFI)  (activités soumises à autorisation notamment pour l'emploi ou le stockage d'ammoniac et d'oxygène), Acetex Chime (pour l'emploi ou le stockage de liquides inflammables, de produits toxiques, de sources radioactives, de soude ou potasse caustique), Yara France SAS (pour l'emploi ou le stockage de liquides comburants, de produits toxiques, d'acides et de produits dangereux pour l'environnement aquatique). Le plan de prévention des risques technologiques (PPRT) de la plateforme industrielle de Pardies, autour des établissements Yara et Alfi, a été approuvé le 15 avril 2015,,.

## Toponymie
Le toponyme Pardies apparaît sous les formes Pardines et Pardinœ (respectivement Xe siècle et 1176, cartulaire de Sauvelade), Pardies (XIe – XIVe siècle, Anciens Fors), Pardias (1290, censier de Béarn) et lo plaa de Pardies (1343, hommages de Béarn).
Il vient du mot pyrénéen, fréquent en Aragon, pardinas, qui signifie pâturage avec des murettes.
Son nom béarnais est Pardias ou Pardîes [parˈdijɔs].

## Histoire
Paul Raymond note que Pardies est un ancien archiprêtré du diocèse de Lescar. En 1385, la commune comptait 51 feux.

## Héraldique
| Blason | Blasonnement : Écartelé, au premier d'or aux de vaches de gueules clarinées d'azur passant l'une sur l'autre, au deuxième d'argent aux deux chaînes de sable posées en chevron renversé, accompagnées en chef d'une croisette pattée de gueules et d'azur, au troisième d'or au chêne de sinople, au quatrième de pourpre au derrick de sable, la base enflammée d'or, accompagnée en chef à senestre d'une cornue brochante d'argent. |

## Politique et administration

### Situation administrative
Pardies a fait partie de l'arrondissement d'Oloron-Sainte-Marie jusqu'au 30 décembre 2016. À cette date, elle appartient désormais à celui de Pau.

### Liste des maires
Les maires de Pardies'
Après la révolution de 1789, les paroisses deviennent les communes dès 1790. Avec le décret du 20 septembre 1792, les registres paroissiaux tenus jusqu'alors par le clergé paroissial sont confiés au maire ainsi que la responsabilité de l'état civil dont la loi établit les modalités. Voici les périodes et les maires successifs depuis ce décret.
1793 - 1795  Vergez Jean
1795 - 1797  Ferron Jean
1797 - 1798  Bordanave Jean
1798 - 1800  Lavigne Pierre Thimothée
1800 - 1806  Pédelaborde Bernard
1806 - 1815  Bordes Laurens
1815 - 1826  Pédelaborde Bernard
1826 - 1827  Toulet Jean-Marc Philippe
1836 - 1837  Bourdaà-Maisonnabe Jean
1837 - 1843  Ouliacq Michel
1843 - 1846  Bordenave Pierre
1846 - 1848  Guilhamélou Jean
1848 - 1851  Passette Blaise
1851 - 1852  Lacrouts Pierre
1852 - 1854  Guilhamélou Jean
1854 - 1857  Safrané Pierre***
1857 - 1861  Lavigne Pierre
1861 - 1878  Gassiot Michel
1878 - 1881  Guilhamélou Jean
1881 - 1900  Laporte-Fray Anicet
1900 - 1902  Galatoire Justin
1902 - 1919  Laclau Bernard
1919 - 1925  Bordenave Pierre
1925 - 1949  Larquié Jean
1949 - 1953  Galatoire Irénée
1953 - 1959  Laclau Germain
1959 - 1989  Bayle Lambert
1989 - 1995  Eeckhout Claude
1995 - 2018  Lacabe René
2018 -          Birou Daniel  
| Période                                  | Période      | Identité      | Étiquette | Qualité |
| ---------------------------------------- | ------------ | ------------- | --------- | ------- |
| Les données manquantes sont à compléter. |              |               |           |         |
|                                          |              |               |           |         |
| 1959                                     | 1989         | Lambert Bayle |           |         |
|                                          |              |               |           |         |
| 1995                                     | janvier 2018 | René Lacabe   | UMP       |         |
| janvier 2018 (réélu en mai 2020)         | En cours     | Daniel Birou  |           |         |

### Intercommunalité
La commune fait partie de cinq structures intercommunales :
- la communauté de communes de Lacq-Orthez ;
- le SIVU pour l'aménagement et la gestion des cours d'eau du bassin des baïses ;
- le syndicat d'énergie des Pyrénées-Atlantiques ;
- le syndicat intercommunal d'eau et d'assainissement Gave et Baïse ;
- le syndicat intercommunal de défense contre les inondations du gave de Pau.

### Jumelages
Carreño (Espagne) depuis 1991.

## Population et société

### Démographie
L'évolution du nombre d'habitants est connue à travers les recensements de la population effectués dans la commune depuis 1793. Pour les communes de moins de 10 000 habitants, une enquête de recensement portant sur toute la population est réalisée tous les cinq ans, les populations de référence des années intermédiaires étant quant à elles estimées par interpolation ou extrapolation. Pour la commune, le premier recensement exhaustif entrant dans le cadre du nouveau dispositif a été réalisé en 2004.

En 2022, la commune comptait 920 habitants, en évolution de +9 % par rapport à 2016 (Pyrénées-Atlantiques : +3,78 %, France hors Mayotte : +2,11 %).
| 1793 | 1800 | 1806 | 1821 | 1831 | 1836 | 1841 | 1846 | 1851 |
| ---- | ---- | ---- | ---- | ---- | ---- | ---- | ---- | ---- |
| 759  | 784  | 760  | 721  | 827  | 828  | 824  | 818  | 794  |

| 1856 | 1861 | 1866 | 1872 | 1876 | 1881 | 1886 | 1891 | 1896 |
| ---- | ---- | ---- | ---- | ---- | ---- | ---- | ---- | ---- |
| 758  | 652  | 693  | 700  | 748  | 770  | 758  | 712  | 737  |

| 1901 | 1906 | 1911 | 1921 | 1926 | 1931 | 1936 | 1946 | 1954 |
| ---- | ---- | ---- | ---- | ---- | ---- | ---- | ---- | ---- |
| 696  | 656  | 655  | 601  | 610  | 581  | 554  | 506  | 548  |

| 1962 | 1968 | 1975  | 1982  | 1990  | 1999 | 2004 | 2006 | 2009 |
| ---- | ---- | ----- | ----- | ----- | ---- | ---- | ---- | ---- |
| 858  | 945  | 1 060 | 1 042 | 1 029 | 999  | 967  | 939  | 917  |

| 2014 | 2019 | 2022 | - | - | - | - | - | - |
| ---- | ---- | ---- | - | - | - | - | - | - |
| 860  | 860  | 920  | - | - | - | - | - | - |

## Économie
L'activité est principalement agricole (élevage, maïs). La commune fait partiellement partie de la zone d'appellation de l'ossau-iraty.
Une activité chimique s'est également développée en relation avec celle du complexe de Lacq (chimie de base ou chimie lourde à partir du gaz naturel - 3 sociétés).
Pardies fait l'objet d'un plan de prévention des risques technologiques, lié aux activités chimiques installées sur la commune, tout comme les villes de Bésingrand, Os-Marsillon, Noguères, Mourenx et Artix.

## Culture locale et patrimoine

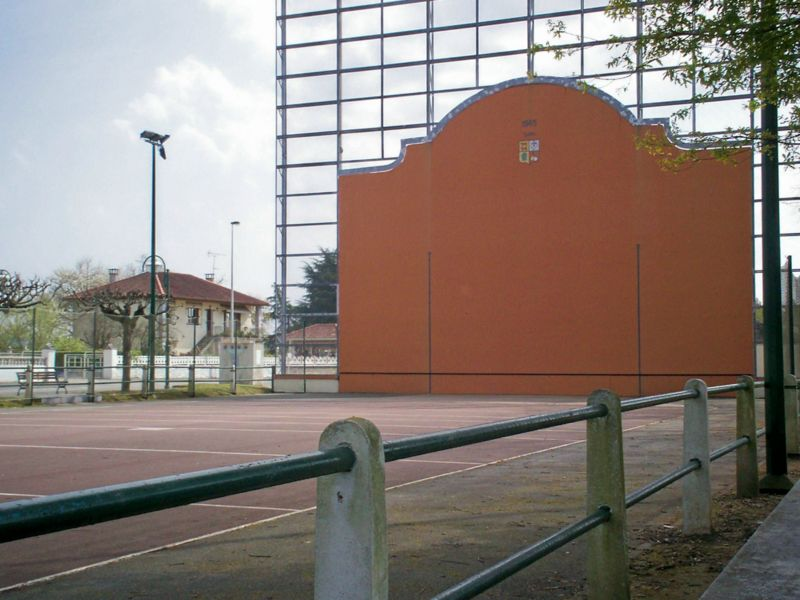
Fronton place libre.

### Patrimoine religieux
L'église Saint-Jean-Baptiste date du XIXe siècle.

## Équipements
La commune dispose d'une école primaire, d'un fronton et d'un complexe sportif.

## Personnalités liées à la commune
Charles Lacoste (1870-1959), peintre, repose dans cette commune.
Roger Conti (1901-1995), champion de billard, est né à Pardies.